# Satsuma (nave da battaglia)
La Satsuma fu la prima nave da battaglia giapponese progettata per essere monocalibro. In effetti essa avrebbe dovuto montare solo cannoni da 12 pollici modello Armstrong 1904, ma la fornitura di questi ebbe altre destinazioni. Pertanto infine venne montata una combinazione di 4 cannoni da 12 pollici e 12 da 10 pollici.
In effetti la concezione originale era simile a quella della ben più celebre HMS Dreadnought, ma con una fondamentale differenza: l'apparato motore costituito da motori a vapore alternativi a tripla espansione piuttosto che con le rivoluzionarie (per l'epoca) turbine a vapore.

## Operatività
La vita operativa della Satsuma non fu molto lunga; dopo aver trascorso la prima guerra mondiale pattugliando l'Oceano Pacifico, venne affondata come bersaglio nel 1924.